# Simacota
Simacota – miasto w Kolumbii, w departamencie Santander.